# Let Me Up (I’ve Had Enough)
Let Me Up (I’ve Had Enough) — седьмой студийный альбом рок-группы Tom Petty and the Heartbreakers, изданный в 1987 году.

## Об альбоме
Для записи Let Me Up (I’ve Had Enough) была использована техника Боба Дилана, альбом звучит как концертное выступление, хоть и был записан в студии. Он достиг 20-го места в Billboard 200, а заглавная песня «Jammin’ Me», написана в соавторстве с Диланом — 18-го места в Billboard Hot 100. Четыре песни с Let Me Up (I’ve Had Enough) добились успеха в чарте Mainstream Rock: «Think About Me» — 36 место, «All Mixed Up» — 19 место, «Runaway Trains» — 6 место и «Jammin’ Me» — 1 место. В то же время, ни одна песня с настоящего альбома, в том числе успешная «Jammin’ Me», не была включена The Heartbreakers в их сборник Greatest Hits.

## Список композиций
Слова и музыка всех песен — Тома Петти, за исключением «Runaway Trains», «My Life/Your World», «All Mixed Up» и «Let Me Up (I’ve Had Enough)» — Петти в соавторстве с Майком Кэмпбеллом и «Jammin’ Me» — в соавторстве с Майком Кэмпбеллом и Бобом Диланом.
| №   | Название                      | Длительность |
| --- | ----------------------------- | ------------ |
| 1.  | «Jammin’ Me»                  | 4:09         |
| 2.  | «Runaway Trains»              | 5:13         |
| 3.  | «The Damage You’ve Done»      | 3:53         |
| 4.  | «It’ll All Work Out»          | 3:11         |
| 5.  | «My Life/Your World»          | 4:40         |
| 6.  | «Think About Me»              | 3:45         |
| 7.  | «All Mixed Up»                | 3:42         |
| 8.  | «A Self-Made Man»             | 3:02         |
| 9.  | «Ain’t Love Strange»          | 2:40         |
| 10. | «How Many More Days»          | 3:18         |
| 11. | «Let Me Up (I’ve Had Enough)» | 3:31         |

## Участники записи
The Heartbreakers:
- Том Петти — вокал, электрогитара, акустическая гитара, бас-гитара
- Майк Кэмпбелл — гитара, бас-гитара, добро, клавишные, цимбалы, мандолина, укулеле, слайд-гитара, перкуссия
- Бенмонт Тенч[англ.] — фортепиано, орган Хаммонда, орган Vox, вибрафон, синтезатор
- Хоуи Эпштейн[англ.] — бас-гитара, бэк-вокал
- Стэн Линч[англ.] — ударные, перкуссия